# جووانی کورناچینی
جووانی کورناچینی (انگلیسی: Giovanni Cornacchini؛ زادهٔ ۲۲ ژوئیهٔ ۱۹۶۵) بازیکن فوتبال اهل ایتالیا است.
از باشگاه‌هایی که در آن بازی کرده‌است می‌توان به باشگاه فوتبال پروجا، باشگاه فوتبال بولونیا، باشگاه فوتبال پیاچنزا، باشگاه فوتبال پادوا، باشگاه فوتبال رجانا، باشگاه فوتبال آ.ث. میلان، باشگاه فوتبال ویچنزا، و باشگاه فوتبال ترنانا اشاره کرد.